# Chrysotypie
Die Chrysotypie, auch Golddruck,  ist ein von John Herschel 1842 erfundenes fotografisches Verfahren. Er benannte es nach dem griechischen Namen für Gold (chrysos), weil für die Herstellung der fotografischen Papierbilder kolloidales Gold verwendet wird.
Herschel beschichtete Papier mit einer Emulsion, die Ammoniumeisencitrat enthielt, und belichtete darauf eine Radierung im Kontaktverfahren an der Sonne. Entwickelt wurde mit einer Goldchlorid-Lösung. Es entstanden dabei jedoch keine Halbtonbilder.
Der britische Fotohistoriker und Chemiker Dr. Mike Ware hat 1994 den Prozess (New Chrysotype) verbessert und die Tonwertskala erweitert.